# Hertog Ernst-medaille (Saksen-Altenburg)
De Hertog Ernst-medaille (Duits: Herzog Ernst-Medaille) van het hertogdom Saksen-Altenburg werd op 16 september 1906 door de regerende hertog Ernst I van Saksen-Altenburg ingesteld. De aanleiding was zijn tachtigste verjaardag en de medaille werd bestemd als een beloning van verdiensten van "iedere aard" maar in het bijzonder van verdiensten voor het hertogelijk Huis en het algemeen welzijn. De medaille werd aan een blauw zijden lint met twee gouden strepen op de linkerborst gedragen. De ronde zilveren of gouden medaille heeft een diameter van 31 millimeter.
Dames droegen de medaille met of zonder kroon en gesp aan een strik van het blauw met gouden lint op de linkerschouder.
De ronde zilveren medaille draagt aan de voorzijde het portret van de stichter in een uniform met omgehangen mantel. Het rondschrift luidt ERNST HERZOG VON SACHSEN-ALTENBURG. Op de keerzijde is het versierde monogram E  (Ernst) met daarboven de hertogskroon afgebeeld tussen de jaartallen 1826 en 1906. Daaronder staat op een lint 16. September.
Op 1 augustus 1909 besloot hertog Ernst II van Saksen-Altenburg om zijn portret op de medaille af te beelden.
Tijdens de Eerste Wereldoorlog kreeg de medaille een bijzonder karakter. Op 31 augustus werd een zilveren kroon met daaronder het jaartal 1914 ingevoerd die voor verdiensten in de zorg voor gewonden en zieken als verhoging boven de medaille kon worden toegekend. Deze uitvoering heet officieel "Herzog Ernst-Medaille fur freiwillige Kranken- u. Kriegswohlfahrtspflege mit Krone und Spange 1914".
Later dat jaar werden ook gekruiste zwaarden ingevoerd als teken van militaire verdiensten. De zilveren zwaarden werden gekruist op het lint gedragen. Wanneer deze militaire medaille voor de tweede maal werd toegekend werd een zilveren kroon aan de medaille gesoldeerd. De leden van de Hertogelijke staf mochten wanneer zij hun heer op een inspectie aan het front hadden begeleid een zilveren eikenblad met het jaartal 1914/15 op het lint dragen.
Men droeg de medaille aan een hemelsblauw lint met gele biesen op de linkerborst. De beugel waaraan de medaille werd gedragen was van het in Saksen en Baden veel gebruikte onbewegelijke model en maakte deel uit van de medaille. Op het lint werd een smalle gesp met het jaartal 1914/15 gelegd. De gekartelde rand was met een kroon van wijnruit, symbool van het Huis Wettin versierd.
De medailles werden alleen uitgereikt aan onderdanen van Saksen-Altenburg en militairen in het 8e Thüringse Infanterieregiment Nr. 153 dienden.
Op 29 juni 1918 bestond behoefte aan een militaire onderscheiding voor die Altenburgse militairen die al eerder met de Hertog Ernst-medaille met de zwaarden en de kroon waren gedecoreerd en opnieuw in aanmerking kwamen voor een militaire onderscheiding. De hertog koos voor een typisch Duits steckkreuz waarin de medaille een centrale plaats inneemt.
Om de medaille is een krans van lauweren en eikenloof en een kruis pattée gelegd. Onder het kruis zijn twee gekruiste zwaarden gelegd. Men droeg dit steckkreuz als een broche op de linkerborst.
De vormgeving is eenvoudig; men legde een zilveren medaille van het bestaande model maar zonder draagring op het zilveren kruis. De fabrikant was de firma Elimeyer in Dresden.
De Ie Klasse werd alleen uitgereikt aan onderdanen van Saksen-Altenburg en militairen in het 8e Thüringse Infanterieregiment Nr. 153 die al tweemaal met het IJzeren Kruis waren gedecoreerd. Dat maakt het kruis dat 86 maal werd uitgereikt zeer zeldzaam. Er zijn veel vervalsingen in omloop. De medaille is rechtsonder op de voorzijde met de initialen "M.H." (Max Haseroth) gesigneerd. De Ie Klasse is 47 millimeter hoog en weegt 38 gram.
Ernst II stichtte de Ie Klasse ter vervanging van de Altenburgse Hertog Ernst-medaille met zwaarden op het lint. De dragers van deze medaille mochten, voor zover ze nog in leven waren en het IJzeren Kruis Ie Klasse bezaten, hun medaille omruilen voor de Ie Klasse van de Hertog Ernst-medaille. De dapperheidsmedaille en de Hertog Ernst-medaille met eikenloof werden naast de Ie Klasse van de medaille gedragen.
Tijdens de Eerste Wereldoorlog werd ten minste één aan het lint gedragen medaille in goud geslagen. Deze medaille werd in een met briljanten versierde ring en verbonden met een met briljanten versierde kroon aan het blauwe lint met de twee gouden strepen gedragen. Ook de gesp met het jaartal 1914/15 werd met briljanten versierd.

## Uitvoeringen van de Hertog Ernst-medaille
Civiele uitvoeringen
- Gouden medaille met kroon (hertog Ernst met twee bakkebaarden) 1875 - 1891
- Gouden medaille met een met briljanten versierde kroon (hertog Ernst met twee bakkebaarden) 1890
- Gouden medaille (hertog Ernst met twee bakkebaarden)
- Zilveren medaille met kroon (hertog Ernst met twee bakkebaarden)
- Zilveren medaille (hertog Ernst met twee bakkebaarden)

De "gouden medailles" zijn van verguld zilver. Alleen de met een met briljanten versierde kroon verhoogde medaille is van massief goud.
- Gouden medaille met kroon (hertog Ernst in profiel) 1891 - 1908
- Gouden medaille (hertog Ernst in profiel) 1891 - 1908
- Zilveren medaille met kroon (hertog Ernst in profiel) 1891 - 1908
- Zilveren medaille (hertog Ernst in profiel) 1891 - 1908

De "gouden medailles" en de kroon zijn van verguld zilver.
- Gouden medaille met kroon (hertog Ernst II) 1908 - 1918
- Gouden medaille
- Gouden medaille met gesp met het jaartal "1914" (1916 - 1918)
- Gouden medaille met gesp met het getal "25"
- Zilveren medaille met kroon
- zilveren medaille

Militaire uitvoeringen
- Zilveren medaille met kroon en zwaarden (Hertog Ernst II) 1915 - 1918[4]
- Zilveren medaille met zwaarden (1915 - 1918)
- Zilveren medaille met kroon en gesp met het jaartal "1914" (1916 - 1918)
- Zilveren medaille met gesp met het jaartal "1914" (1916 - 1918)
- Gouden medaille met briljanten ring en gouden kroon en een met briljanten versierde gesp met het jaartal 1914
- zilveren medaille met eikenloof en zwaarden op het lint
- zilveren medaille met eikenloof op het lint

De gouden medaille en de gouden kroon zijn van massief goud. Elk van deze militaire medailles werd van een bijzonder ereteken voorzien en eenvoudige zilveren medailles komen niet voor. Saksen-Altenburg heeft ondanks de in 1918 miserabele toestand van de oorlogseconomie en het materialentekort nooit gebruikgemaakt van oorlogsmetaal zoals zink of ijzer.
- Eerste Klasse met zwaarden. (Steckkreuz)

## Bekende dragers
- De fotograaf Albert Meyer.[5] Hij droeg de civiele medaille.